# Бердянский государственный педагогический университет
Бердянский государственный педагогический университет (укр. Бердянський державний педагогічний університет) — университет на Украине, специализирующийся на подготовке педагогов. Находится в городе Бердянске.

## История
История университета началась в августе 1872 года, когда было получено разрешение на строительство в городе Бердянске мужской классической гимназии, которая работала до 1919 года.
В двадцатых годах в здании 1-го корпуса БГПУ было несколько учебных заведений: учительский техникум, на базе которого в октябре 1932 года был создан учительский, а затем и педагогический институт. Учитывая потребность учебных заведений города Бердянска и окрестных районов в квалифицированных педагогических кадрах, требования к реформированию высшей школы Украины, университет в течение 80 лет существования осуществил различные реорганизации, не раз меняя специальности и специализации.
В 2002 году Бердянский педагогический институт им. П. Д. Осипенко становится Бердянским государственным педагогическим университетом.

## Структура
В состав университета входят 6 факультетов, экономико-гуманитарный колледж, 28 кафедр.
Факультеты:
- Факультет физического воспитания, спорта и здоровья человека;
- Факультет физико-математического, компьютерного и технологического образования;
- Гуманитарно-экономический факультет;
- Факультет филологии и социальных коммуникаций;
- Факультет психолого-педагогического образования и искусств;
- Факультет дошкольного, специального и социального образования.

А также:
- Бердянский экономико-гуманитарный колледж.

В БГПУ работает студенческое общежитие № 2, расположенное рядом с университетом.
Общежитие № 1 находится на ремонте, университет планирует использовать средства Европейского инвестиционного банка.

## Выпускники
- Анастасия Короткая
- Оксана Райхель

- Выпускники Бердянского педагогического университета

## Преподаватели
- Преподаватели Бердянского педагогического университета